# Il danno (romanzo)
Il danno (Personskade) è un romanzo giallo della scrittrice e giornalista danese Elsebeth Egholm. Il romanzo è il terzo della serie con protagonista la giornalista Dicte Svendsen.

## Trama
La giornalista Dicte Svendsen, durante un complicato periodo familiare, si trova coinvolta in un traffico di donne utilizzate come madri surrogate dopo essere state ridotte in schiavitù.

## Edizioni
- Elsebeth Egholm, Il danno, Mondolibri, Milano 2011
- Elsebeth Egholm, Il danno, traduzione di Bruno Berni, Einaudi, Torino 2011